# Bandeira da província de San Luis
A Bandeira de San Luis é um dos símbolos oficiais do Província de San Lus, uma subdivisão da Argentina. Foi adotada em 22 de junho de 1988 através da lei provincial n° 4810.
A lei provicial de San Luis establece:
Art. 2.- Autorizar al poder ejecutivo a reglamentar esta ley y a ordenar la confección artistica del simbolo y la reproducción de mil ejemplares para su distribución.

## Descrição
Seu desenho consiste em um retângulo de fundo branco, na lei que institui a bandeira não fica claro a proporção largura-comprimento. No centro da bandeira está o brasão da província.

## Simbolismo
O brasão central apresenta alguns elementos que remetem à Argentina, como no próprio formato, muito semelhante ao brasão nacional, além disso há a representação do Sol de Maio. Ao fundo há a representação de montanha que fazem alusão às cadeia montanhosas existentes na província.